# ГЕС Sāngpíng
ГЕС Sāngpíng (桑坪水电站) — гідроелектростанція у центральній частині Китаю в провінції Сичуань. Знаходячись після ГЕС Xiàzhuāng (12,2 МВт), становить нижній ступінь каскаду на річці Загунао, правій притоці Міньцзян, котра в свою чергу є лівою притокою Дзинші (верхня течія Янцзи).
В межах проекту річку перекрили бетонною греблею висотою 13 метрів та довжиною 78 метрів, яка утримує невелику водойму з об'ємом 108 тис. м3 (корисний об'єм 52 тис. м3) та припустимим коливанням рівня поверхні у операційному режимі між позначками 1378,5 та 1380,5 метра НРМ (під час повені до 1381,3 метра НРМ).
Зі сховища через правобережний гірський масив прокладено дериваційний тунель довжиною біля 8 км, котрий переходить у напірний водовід довжиною 0,12 км. В системі також працює вирівнювальний резервуар висотою 55 метрів з діаметром 34 метра.
Машинний зал розташований вже на правому березі Міньцзян нижче за устя Загунао. Тут встановили три турбіни типу Френсіс потужністю по 24 МВт, які забезпечують виробництво 396 млн кВт-год електроенергії на рік.